# Viljar Myhra
Viljar Myhra, né le 21 juillet 1996 à Skien en Norvège, est un footballeur norvégien qui évolue au poste de gardien de but à l'Odense BK.

## Biographie

### En club
Né à Skien en Norvège, Viljar Myhra est formé par l'Odds BK. Avec ce club il découvre la coup d'Europe, jouant son premier match de Ligue Europa lors d'une rencontre qualificative face au Ballymena United le 29 juin 2017. Il est titulaire et son équipe s'impose par trois buts à zéro.
Le 4 juillet 2018 est annoncé le transfert de Viljar Myhra au Strømsgodset IF, qu'il rejoint en janvier 2019. Il joue son premier match le 31 mars 2019 contre le FK Haugesund, lors de la première journée de la saison 2019 du championnat norvégien. Il est titularisé et son équipe s'impose par trois buts à deux. Partant comme titulaire en début de saison, Myhra est poussé sur le banc avec l'arrivée de Martin Hansen lors de l'été 2019 et ce jusqu'à la fin de l'année. Il reprend ensuite une place de titulaire.
Le 18 septembre 2020, Myhra prolonge son contrat avec Strømsgodset IF jusqu'en décembre 2023.
Myhra prolonge de nouveau son contrat avec le Strømsgodset IF le 12 juin 2023. Il est cette fois lié au club jusqu'en décembre 2026.
Le 31 janvier 2024, Viljar Myhra rejoint le Danemark afin de s'engager en faveur de l'Odense BK. Il signe un contrat courant jusqu'en décembre 2028.
Les deux autres gardiens de l'équipe première, Martin Hansen et Hans Christian Bernat étant blessés, Myhra a l'occasion de se montrer, et il s'impose en devenant un joueur important de l'équipe en prenant une place de titulaire jusqu'à la fin de la saison, reléguant Hansen, l'habituel titulaire, sur le banc.

### En équipe nationale
Le 24 mars 2017, Viljar Myhra joue son premier match avec l'équipe de Norvège espoirs, face au Portugal. Il entre en jeu à la place de Per Kristian Bråtveit et la Norvège s'incline (3-1).